# أبجدية أيزو اللاتينية الأساسية
Mm  (P)  (PMM)
أبجدية أيزو اللاتينية الأساسية هي أبجدية لاتينية نصية وتتألف من مجموعتين كلاهما 26 حرفًا، وتستخدم في نطاق واسع من التواصل الدولي وقد دونت في معايير الكثير من اللغات الدوليه، وهي نفس حروف الأبجدية الإنجليزية.
ال26 حرفاً في المجموعتين هم:
| الأبجدية اللاتينية الكبيرة | عبدالرحمان سلكة | B | C | D | E | F | G | H | I | J | K | L | M | N | O | P | Q | R | S | T | U | V | W | X | Y | Z |
| الأبجدية اللاتينية الصغيرة | a               | b | c | d | e | f | g | h | i | j | k | l | m | n | o | p | q | r | s | t | u | v | w | x | y | z |

## التاريخ
بحلول الستينات، أصبحت صناعات الحاسوب والإتصال عن بعد في العالم الأول بحاجة إلى طريقه غير خاصه لتشفير الحروف، لذا قامت المنظمة العالمية للمعايير (ISO) بتضمين النص اللاتيني بأحرف 7-بت مشفره إلى نظامهم وأسموه (ISO/IEC 646).
و كان المعيار مبني على الكود الأمريكي الموحد لتبادل المعلومات أو (ASCII), الذي يتضمن مجموعتين من 26 حرف من الأبجدية الإنجليزية.
أصدرت أيزو معايير حديثة مثل: (آيزو/آي إي سي 8859) وهو أحرف 8-بت مشفره و
(ISO/IEC 10646) وهو اليونيكود اللاتيني (unicode latin),
و أكملت حتى عرَّفت المجموعتين من 26 حرف من الأبجدية الإنجليزيه على شكل نص لاتيني أساسي مع إمدادات للتعامل من الحروف من اللغات الأخرى

## الجدول الزمني لتشفير المعايير
- 1865: تم توحيد شفرة مورس الدوليه في المؤتمر الدولي للبرقيات في باريس، ثم أصبح المعيار من قبل الاتحاد الدولي للاتصالات
- الخمسينات: الأبجدية اللفظية من قبل منظمة الطيران المدني الدولي (ICAO)

### الجدول الزمني لرموز الكمبيوتر الداعمة للأبجدية على نطاق واسع
- 1963: اسكي (أحرف 7-بت المشفره من قبل المعهد القومي الأمريكي للقياس)
- 1963/1964:كود التبادل الموسع للترميز العشري الثنائي (طورته شركة أي بي إم ويدعم نفس الحروف الأبجدية مثل اسكي، ولكن مع قيم رموز مختلفة)
- 1965: صدقت عليها منظمة إكما (ECMA International) كـ ECMA-6 استنادًا إلى العمل الذي أنجزته اللجنة الفنية التابعة للمنظمة منذ ديسمبر 1960.
- 1972: ISO 646(معيار أحرف 7-بت مشفره من قبل أيزو)
- 1983: ISO/IEC 6937 (امتداد متعدد البايتات من أسكي)
- 1987: أي اس او/ أي إي سي 8859-1 : (أحرف 8-بت مشفره)
  - بعد ذلك، تم نشر إصدارات وأجزاء أخرى من آيزو/آي إي سي 8859.
- من منتصف إلى أواخر الثمانينيات: Windows-1250 ، و ويندوز-1252  [لغات أخرى]‏ ، والترميزات الأخرى المستخدمة في Microsoft Windows (يشبه بعضها تقريبًا أي اس او/ أي إي سي 8859-1)
- 1990: يونيكود 1.0 (طوره مجمع يونيكود)
  - بعد ذلك، تم نشر إصدارات أخرى من اليونيكود وأصبحت فيما بعد معيار ISO / IEC مشترك
- 1993: أستخدم ISO/IEC 10646-1 كمعيار قياسي للأحرف في اليونيكود 1.1
  - بعد ذلك، تم نشر إصدارات أخرى من ISO/IEC 10646-1 وواحدة من ISO / IEC 10646-2, ومنذ عام 2003، تم نشر المعايير تحت اسم "ISO / IEC 10646" دون تقسيمها إلى جزئين.
- 1997: Windows Glyph List 4

حروف أبجدية أيزو اللاتينية الأساسية على شاشة الأقسام الستة عشر (بالإضافة إلى الأرقام العربية).

تنتمي الحروف في اسكي إلى الحروف القابله للطباعه وفي اليونيكود منذ تنتمي إلى قطعة «اللاتينيه الأساسية» منذ الإصدار الأول، وفي كلتا الحالتين، وكذلك في آيزو/آي إي سي 646 وآيزو/آي إي سي 8859 وISO/IEC 10646 ، يحتلون في التدوين السداسي عشر 41 إلى 5A للأحرف الكبيرة و 61 إلى 7A للأحرف الصغيرة.
و كل الحروف 26 في المجموعتين لديها رمز في الأبجدية اللفظيه ويمكن تمثيلها شفرة مورس

## استعمال
تستخدم جميع الحروف الصغيرة في الأبجدية الصوتية الدولية (IPA). في أبجدية مناهج تقييم الكلام الصوتية الموسعة وأبجدية مناهج تقييم الكلام الصوتية هذه الحروف لها نفس قيمة الصوت في IPA.